# Zettlitz (Gemeinde Drosendorf-Zissersdorf)
Zettlitz ist eine Ortschaft und eine Katastralgemeinde der Stadtgemeinde Drosendorf-Zissersdorf im Bezirk Horn in Niederösterreich. Die Ortschaft hat 38 Einwohner (Stand 1. Jänner 2024). Bis Ende 1965 war Zettlitz eine eigenständige Gemeinde.

## Geografie
Das kleine Dorf befindet sich südwestlich von Zissersdorf. Es wird vom Zettlitzbach entwässert, der vor Eibenstein in die Thaya fließt. Der Ort ist über die Landesstraße L174 erreichbar, die aus der Horner Straße abzweigt.

## Geschichte
Laut Adressbuch von Österreich waren im Jahr 1938 in der Ortsgemeinde Zettlitz eine Gastwirtschaft, ein Schmied und ein Viehhändler ansässig.
Im Zuge der Niederösterreichischen Kommunalstrukturverbesserung wurde die bis dahin eigenständige Gemeinde mit 1. Jänner 1966 gemeinsam mit Pingendorf nach Zissersdorf eingemeindet, mit 1. Jänner 1971 ging die Gemeinde Zissersdorf dann in Drosendorf-Zissersdorf auf.